# Joel Krosnick
Joel Krosnick (* 3. April 1941 in New Haven, Connecticut; † 15. April 2025 in Hastings-on-Hudson, New York) war ein US-amerikanischer Cellist, Kammermusiker und Musikpädagoge.
Krosnick wuchs in einer Familie von Musikamateuren auf und spielte schon in seiner Kindheit die klassische kammermusikalische Literatur mit seiner Mutter (Klavier) und seinem Vater (Violine), später auch mit seinem Bruder, dem Geiger Aaron Krosnick. Während seines Studiums am Columbia College lernte er auch die zeitgenössische Musik kennen und gehörte zu den Gründungsmitgliedern der Group for Contemporary Music. Er war Professor an der University of Iowa und der University of Massachusetts und Artist in Residence am California Institute of the Arts. Ab 1974 unterrichtete er an der Juilliard School of Music, wo er ab 1994 das Departement für Cello leitete. Zu seinen Schülern zählten Zuill Bailey, Alisa Weilerstein, Clancy Newman, Ross Gasworth, Antoaneta Emanuilova, Kenneth Olsen, Adriana Contino, Anna Burden, Jun Jensen, Hai-Ye Ni, Darrett Adkins, Fabio Presgrave, Inbal Segev, Annie Camp, Amir Eldan, Sæunn Thorsteinsdóttir, Lawrence Zoernig, Nina Lee, Amy Sue Barston und Mark Kosower.
Als Anhänger der zeitgenössischen Musik spielte Krosnick Werke u. a. von Roger Sessions, Elliott Carter, Charles Wuorinen, Ralph Shapey, Richard Wernick, Stefan Wolpe, Perry Goldstein, Milton Babbitt, Paul Martin Zonn, Donald Martino, Stanley Walden, Donald Francis Tovey und Morton Subotnick, darunter die Uraufführungen von Martinos Cello Concerto in Cincinnati und New York, Shapeys Double Concerto for Violin, Cello and Orchestra (mit Robert Mann) und dessen Double Concerto for Cello, Piano, and Double String Orchestra (mit Gilbert Kalish), Wernicks Cello Concert Nr. 2 (1999) sowie Toveys Cellokonzert (2001).
Mit seinem langjährigen musikalischen Partner Gilbert Kalish nahm er sämtliche Cellosonaten  und Variationen von Ludwig van Beethoven und die Sonaten von Brahms auf, zudem auch Werke von Francis Poulenc, Sergei Prokofjew, Elliott Carter, Paul Hindemith, Claude Debussy, Leoš Janáček  und Henry Cowell. Ein Album widmeten sie den Werken Ralph Shapeys, ein weiteres mit Kompositionen von Ernst Bacon, Hall Overton, Ben Weber und Otto Luening erschien unter dem Titel Forgotten Americans. Mit den Alben In the Shadow of World War II und In the Shadow of World War I gewannen sie 1997 und 1999 Indie Awards. 
Als Mitglied des Juilliard String Quartet wurde Krosnick, der von 1974 bis 2016 dort Cellist war, zweimal mit einem Grammy ausgezeichnet.
Joel Krosnick starb Mitte April 2025 mit 84 Jahren in Hastings-on-Hudson, New York.